# 等腹黑卵蜂
等腹黑卵蜂（学名：Telenomus dignus）为緣腹細蜂科黑卵蜂屬下的一个种。